# Tengo quince años y no quiero morir
Tengo quince años y no quiero morir es una novela autobiográfica publicada en 1955 por la escritora franco-húngara Christine Arnothy.

## El libro
Considerada un clásico de la literatura sobre la guerra, parte de unas notas que Christine Arnothy tomó durante el sitio de Budapest en la Segunda Guerra Mundial. Escribe una narración de una niña de quince años de una familia burguesa a finales de la Segunda Guerra Mundial, que se ve obligada a vivir el sitio de su ciudad natal, Budapest, cuando ésta estaba tomada por los nazis y rodeada por los rusos. A modo de mémoir, Christine Arnothy va desgranando su vida cotidiana encerrada en un sótano junto a sus padres mayores y el resto de habitantes de su antiguo edificio. Terror, miedo y relaciones complicadas hasta la huida de la familia al campo y más tarde el exilio, "Tengo quince años y no quiero morir" es un testimonio real pero novelado de unos hechos en que los ciudadanos temían tanto a los alemanes en retirada como a los rusos. Solamente en Francia y en bolsillo se han vendido más de tres millones de ejemplares a lo largo de los años.

## Crítica
La novela fue acogida con entusiasmo por la crítica internacional:las críticas aparecidas en Francia (p.e. en Le Figaro, Le journal du centre, L'Alsace, La République o Bulletin critique du livre français) o en el Estados Unidos y el Reino Unido (p.e. de Harper’s Magazine, Kirkus, The Times, The Daily Express, Daily Mail, The Sunday Times, San Francisco Chronicle, Miami Herald, The New York Times o The Herald Tribune) fueron unánimes. Casi todas hablan del "Diario de Anna Frank" con literatura, etc., como un acontecimiento y como un texto conmovedor de calidad incuestionable. Es lectura obligatoria en Francia y recomendada en varios países. La publicación en España (2009) fue reseñada por los medios más importantes. Diversos escritores han citado esta obra como una cumbre de la literatura sobre la guerra. Elogios de Sándor Márai y de otro muchos ayudaron a la importancia internacional de este libro.

## Ediciones
En francés ha tenido múltiples ediciones y se ha traducido a 20 lenguas incluyendo: sueco, finlandés, holandés, inglés, danés, italiano o japonés.
Existe una versión en español, publicada por Barril y Barral; y antes se editó en la argentina Ediciones Criterio (luego comprada por Emecé) en los años cincuenta.